# Zillisheim
Zillisheim – miejscowość i gmina we Francji, w regionie Grand Est, w departamencie Górny Ren.
Według danych na rok 1990 gminę zamieszkiwało 1919 osób, a gęstość zaludnienia wynosiła 233 osób/km² (wśród 903 gmin Alzacji Zillisheim plasuje się na 136. miejscu pod względem liczby ludności, natomiast pod względem powierzchni na miejscu 309.).